# Spalerosophis dolichospilus
Espèce
Synonymes
- Zamenis diadema var. dolichospila Werner, 1923
- Coluber choumowitchi Domergue, 1954

Statut de conservation UICN

 DD  : Données insuffisantes
Spalerosophis dolichospilus  est une espèce de serpents de la famille des Colubridae.

## Répartition
Cette espèce se rencontre :
- au Sahara occidental ;
- au Maroc ;
- dans le nord de l'Algérie ;
- dans le nord de la Tunisie.

## Description
L'holotype de Spalerosophis dolichospilus mesure 1 020 mm dont 165 mm pour la queue. Cette espèce a une teinte générale vert foncé.

## Publication originale
- Werner 1923 : Neue Schlangen des naturhistorischen Museums in Wien. Annalen des Naturhistorischen Museums in Wien, vol. 36, p. 160-166 (texte intégral).